# Jan Breytenbach
Jan Dirk Breytenbach, född 14 juli 1932, död 16 juni 2024 i George, Västra Kapprovinsen, var en sydafrikansk officer som tjänstgjorde i specialstyrkorna under gränskriget (1966–1989). Han var den första befälhavaren för den berömda 32:a bataljonen. 
Han var bror till den kände författaren och konstnären Breyten Breytenbach och journalisten Cloete Breytenbach.